# Protonemura teberdensis
Protonemura teberdensis är en bäcksländeart som beskrevs av Zhiltzova 1958. Protonemura teberdensis ingår i släktet Protonemura och familjen kryssbäcksländor. Inga underarter finns listade i Catalogue of Life.